# Tödliche Geheimnisse
Tödliche Geheimnisse ist eine Kriminalfilm-Reihe der Gabriela Sperl Produktion in Zusammenarbeit mit dem ORF im Auftrag der ARD Degeto für Das Erste.
Die Fernsehserie spielt in Berlin, Brüssel und Kapstadt. Im Mittelpunkt der Serie steht das Journalistenduo Karin Berger und Rommy Kirchhoff, gespielt von Anke Engelke (Berger) und Nina Kunzendorf (Kirchhoff). Beide verlieben sich im Laufe der Serie und ziehen in Berlin in eine gemeinsame Wohnung.

## Episodenliste
| Nr. | Originaltitel        | Erstausstrahlung | Regie           | Drehbuch       | Zuschauer |
| --- | -------------------- | ---------------- | --------------- | -------------- | --------- |
| 1   | Tödliche Geheimnisse | 5. Nov. 2016     | Sherry Hormann  | Florian Oeller | 5,13 Mio. |
| 2   | Jagd in Kapstadt     | 26. Aug. 2017    | Sherry Hormann  | Florian Oeller | 3,83 Mio. |
| 3   | Das Versprechen      | 22. Feb. 2020    | Barbara Kulcsar | Florian Oeller | 5,12 Mio. |